# Locomotiva FS 690
Le locomotive del gruppo 690 erano un tipo di locomotiva a vapore delle Ferrovie dello Stato per servizi viaggiatori veloci, a vapore surriscaldato, a semplice espansione e a 4 cilindri. Vennero in seguito convertite in gruppo 691.

## Storia
Non è molto chiaro il perché sia nato il progetto 690: le linee ferroviarie esistenti nel territorio nazionale non ammettevano nella loro generalità pesi per asse superiori alle 15 tonnellate e la locomotiva in oggetto raggiungeva le 17 t per asse per cui richiedeva complesse operazioni di ripartitura del carico per asse per renderla atta alla circolazione sulle varie linee. Fu probabilmente il desiderio di emulare le ferrovie francesi e tedesche che avevano adottato per le loro locomotive veloci il rodiggio 2-3-1 Pacific e presentare in uno slancio di orgoglio nazionale una Pacific italiana all'Esposizione internazionale di Torino (1911).
Le prime 9 locomotive furono costruite nel 1911 dalla Breda (6 unità) e dalla Officine Meccaniche (3 unità) vennero assegnate al deposito locomotive di Firenze dove svolsero servizio sulle linee per Chiusi e Porrettana dove furono in grado di trainare treni direttissimi di 360 tonnellate in semplice trazione fornendo un buon risultato.
Dopo l'innalzamento del peso assiale ammesso e il potenziamento della Milano–Bologna le FS ordinarono all'industria altre 24 locomotive costruite dalla Breda (14 unità) e dalla Ansaldo (10 unità) che entrarono in servizio entro il 1914, assegnate al deposito di Firenze e a quello di Bologna che ne ebbe ben 17 unità. Le 690 mostrarono i propri limiti già al raggiungimento dei 100 km/h, dato che la caldaia utilizzata raggiungeva il limite massimo di 1400 CV, insufficienti alle maggiori velocità.
Intorno al 1926 si concretizzò quindi l'idea di trasformare la macchina nelle sue caratteristiche essenziali. Allo scopo venne impiegata la 690.016 che nell'Officina Grandi Riparazioni di Firenze Porta al Prato ricevette la caldaia delle locomotive del gruppo 746 previo allungamento del telaio. Venne installato anche un preriscaldatore tipo Knorr e sperimentati dispositivi atti ad aumentare la produzione di vapore in caldaia come iniettori a vapore di scarico e sifoni termici. Alla fine la macchina ottenuta, ridenominata 691.016, dimostrò la validità della scelta e aprì il passo alla trasformazione dell'intero gruppo 690 in gruppo 691. La modifica comportò un ulteriore aumento del peso per asse che salì a 20 t. e ciò ne limitò il campo d'impiego alle linee Milano–Chiasso, Milano–Venezia e Roma–Napoli (via Formia). La prima serie di trasformazioni, 11 unità, venne assegnata al Deposito locomotive di Milano.
L'intero gruppo trasformato venne accantonato e avviato alla demolizione tra il 1962 e il 1963, ad eccezione dell'unità 691.022, che fu preservata a scopo museale, ed è tuttora l'unico esemplare del gruppo sopravvissuto fino ai giorni nostri.

## Caratteristiche
Le locomotive del gruppo 690 (poi 691) sono state l'unico esempio di locomotiva con rodiggio Pacific costruita in Italia. Vennero progettate e costruite quando già si stava sperimentando con successo la trazione elettrica a corrente alternata trifase. Erano state costruite soprattutto per i servizi viaggiatori veloci sulle linee di pianura, con ruote di grande diametro ed erano teoricamente in grado di raggiungere i 130 km/h, anche se la loro potenza di 1400 CV ne limitava la possibilità.
Il telaio in lamiera di acciaio chiodata poggiava, mediante sospensioni a balestra e bilancieri, su un rodiggio composto da un carrello anteriore girevole con traslazione sul perno di 80 mm, tre assi motori accoppiati a bielle e un carrello bissel posteriore monoassiale in grado di traslare radialmente di 50 mm.
Le locomotive 690 erano macchine a vapore surriscaldato e semplice espansione con motore a 4 cilindri, 2 interni e 2 esterni.
La distribuzione del vapore era a cassetto cilindrico con meccanismo di tipo Walschaerts.
La caldaia aveva la lunghezza di 11.086 mm e conteneva un volume di acqua (misurata con 10 cm sopra il cielo del forno) di 8,3 m³ e un volume di vapore di 3,68 m³. La sua produzione oraria di vapore asciutto era di 10.500 kg. Conteneva 155 tubi bollitori del diametro di 52/47 mm lunghi tra le piastre estreme 5.800 mm che fornivano una superficie di riscaldamento pari a 194,3 m² cui si aggiungeva quella sul cielo del forno di 15,7 m². 27 tubi contenevano gli elementi del surriscaldatore Schmidt per una superficie di surriscaldamento di 67 m². 
Il forno della locomotiva aveva altezza media sulla graticola di 1,685 m, una lunghezza di 2,39 m e una larghezza di 1,41 m. La griglia aveva 3,5 m² di superficie utile.
La locomotiva poteva sviluppare una forza di trazione massima di 12.400 kg e continua alla velocità di 90 km/h di 4.200 kg. All'avviamento, con coefficiente di aderenza di 1/7, sviluppava 7.700 kg. La potenza massima fornita era di 1400 CV.
La locomotiva aveva una massa complessiva in assetto di servizio di 87,2 t di cui 54 t rappresentavano la massa aderente. Era munita all'origine dei dispositivi per l'erogazione del riscaldamento a vapore delle carrozze.
Il tender accoppiato era a carrelli con una scorta d'acqua di 22 tonnellate e 6 tonnellate di carbone.
Il sistema frenante era del tipo automatico ad aria compressa, sistema Westinghouse. Per il solo mezzo di trazione, inoltre, era presente anche il freno moderabile diretto ed il freno a mano di stazionamento sul tender.
Nei primi anni di utilizzazione la taratura del carico per asse venne stabilita in modo da non superare le 17,1 t per asse motore (il che riduceva il peso aderente a 51,3 t) e ciò a causa delle deficienze dell'armamento ereditato dalle reti private precedenti. In seguito ai potenziamenti degli anni venti il carico venne portato a 18 t per asse motore.

## Deposito locomotive di assegnazione
Locomotive del gruppo 690 nel 1914:
- Deposito locomotive di Firenze, 16 unità
- Deposito locomotive di Bologna, 17 unità